# Kazimierz Reychman (szermierz)
Kazimierz Reychman (ur. 31 sierpnia 1935 w Wilnie, zm. 19 września 1989 w Szwecji) – polski szermierz, indywidualny mistrz Polski we florecie (1956), działacz sportowy, z wykształcenia chemik, doktor nauk chemicznych.

## Życiorys
Był zawodnikiem MKS Katowice (1949) i Górnika Katowice (1950-1963). Jego największym sukcesem było indywidualne mistrzostwo Polski we florecie w 1956, ponadto był wicemistrzem Polski indywidualnie (1954 - floret) i drużynowo (1960 - szpada) oraz brązowym mistrzem Polski we florecie indywidualnie (1955, 1958) i drużynowo (1952, 1959).
Ukończył studia chemiczne na Politechnice Śląskiej, obronił także pracę doktorską, pracował w Biurze Projektów Przemysłu Syntezy Chemicznej „Prosynchem” w Gliwicach. W latach 1977–1980 był Prezesem Śląskiego Okręgowego Związku Szermierczego.
Jest pochowany na Cmentarzu przy ul. Francuskiej w Katowicach.

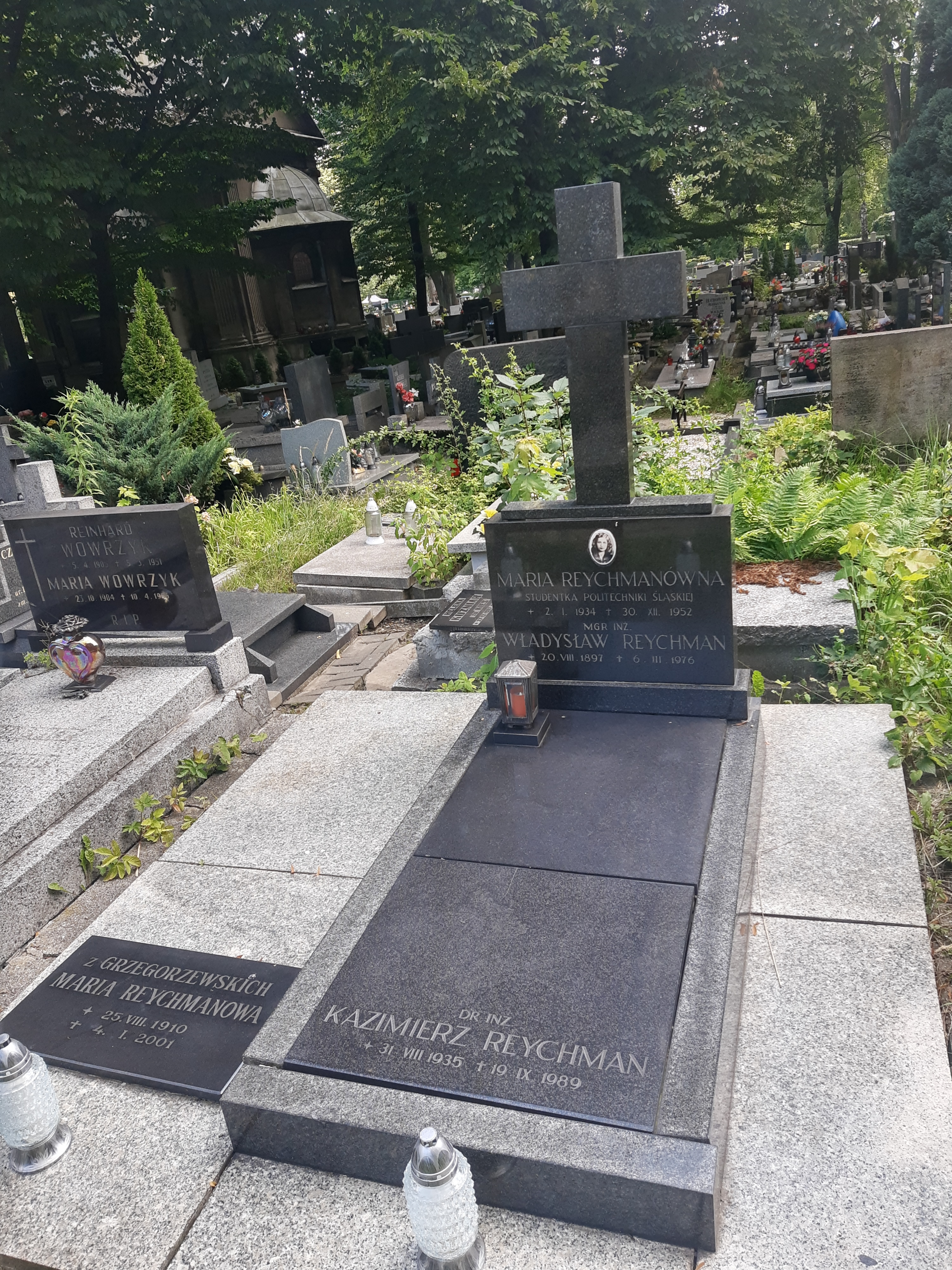
Grób Kazimierza Reychmana